# Oscar Bardi de Fourtou
Marie François Oscar Bardi de Fourtou, född 3 januari 1836, död 6 december 1897, var en fransk politiker.
Fourtou var ursprungligen advokat, blev 1871 medlem av nationalförsamlingen, var minister för de offentliga arbetena 1872–1873 och undervisningsminister 1873–1874. Han var en energisk högerman och blev efter statskuppen 16 maj 1877 inrikesminister i Albert de Broglies nya regering. Fourtou utövade som sådan ett valtryck med "officiella kandidater", tryckfrihetsåtal och förbud mot valmöten i stil med bruket under kejsardömet. Efter valnederlaget samma år avgick Fourtou. Han var senator 1880–1885 och på nytt deputerad 1889–1893.